# Finale della UEFA Champions League 2007-2008
La finale della 53ª edizione della Champions League si è disputata mercoledì 21 maggio 2008 allo Stadio Lužniki di Mosca, in Russia, tra due compagini inglesi: Manchester Utd e Chelsea.
Questa è stata la prima finale nella storia della competizione in cui si sono affrontate due squadre inglesi. Le due formazioni non si erano mai inoltre scontrate a livello europeo, andando dunque a creare un primo precedente.
Come squadra vincitrice, il Manchester Utd ha ottenuto il diritto di giocare contro i vincitori della Coppa UEFA 2007-2008, i russi dello Zenit San Pietroburgo, nella Supercoppa UEFA 2008 e di partecipare alla Coppa del mondo per club FIFA 2008.

## Le squadre
| Squadre        | Partecipazioni precedenti (il grassetto indica la vittoria) |
| -------------- | ----------------------------------------------------------- |
| Manchester Utd | 2 (1968, 1999)                                              |
| Chelsea        | Nessuna                                                     |

## Il cammino verso la finale

### Manchester Utd
Il Manchester Utd di Alex Ferguson viene inserito nel Gruppo F insieme a Roma, Sporting Lisbona e Dinamo Kiev. Nell'incontro d'esordio, gli inglesi battono lo Sporting Lisbona in trasferta per 1-0, prima di imporsi in casa contro la Roma col medesimo risultato; nella doppia sfida con la Dinamo Kiev arrivano due trionfi, quello esterno per 4-2 e quello interno per 4-0. Il girone si chiude con una vittoria casalinga per 2-1 a discapito dei portoghesi ed un pareggio in trasferta per 1-1 con gli italiani, che determinano il primo posto in classifica con 16 punti conquistati, derivanti appunto da cinque successi e un pari. Negli ottavi di finale vengono sorteggiati i francesi dell'Olympique Lione, battuti con un risultato complessivo di 2-1 tra andata, pareggiata in trasferta per 1-1, e ritorno, vinto in casa per 1-0. Ai quarti incontrano nuovamente gli italiani della Roma, già affrontati nella fase a gironi, che vengono eliminati con un aggregato totale di 3-0 nel doppio confronto, ottenuto in seguito al trionfo esterno per 2-0 e a quello interno per 1-0. In semifinale affrontano gli spagnoli del Barcellona, superati con un risultato complessivo di 1-0 tra andata, pareggiata per 0-0 al Camp Nou, e ritorno, vinto per 1-0 all'Old Trafford grazie alla rete di Paul Scholes. I mancuniani agguantano così la loro terza finale di Champions League, a nove anni di distanza dall'ultima disputata.

### Chelsea
Il Chelsea di Avraham Grant viene inserito nel Gruppo B insieme a Valencia, Schalke 04 e Rosenborg. Nella partita di debutto, gli inglesi pareggiano in casa per 1-1 con il Rosenborg, prima di imporsi in trasferta per 2-1 sul Valencia; nella doppia sfida con lo Schalke 04 arrivano un trionfo interno per 2-0 ed un pareggio esterno per 0-0. Il girone si completa con una vittoria in trasferta per 4-0 ai danni dei norvegesi ed un pari casalingo per 0-0 con gli spagnoli, che sanciscono il primo posto in classifica con 12 punti conquistati, frutto appunto di tre vittorie e tre pareggi. Negli ottavi di finale vengono sorteggiati i greci dell'Olympiakos, battuti con un risultato complessivo di 3-0 tra andata, pareggiata in trasferta per 0-0, e ritorno, vinto per 3-0 in casa. Ai quarti i turchi del Fenerbahçe vengono eliminati con un aggregato totale di 3-2 nel doppio confronto, determinato dalla sconfitta esterna per 2-1 e dal trionfo interno per 2-0. In semifinale incontrano i connazionali del Liverpool, finalisti della precedente edizione, che vengono superati con un risultato complessivo di 4-3 tra andata, pareggiata per 1-1 all'Anfield, e ritorno, vinto per 3-2 allo Stamford Bridge dopo i tempi supplementari. I londinesi raggiungono così la loro prima finale di Champions League, diventando il settimo club inglese a disputare l'atto conclusivo della massima manifestazione continentale.

### Tabella riassuntiva del percorso
| Squadra           | G | V | P | S | RF | RS | DR  | P.ti |
| ----------------- | - | - | - | - | -- | -- | --- | ---- |
| Manchester United | 6 | 5 | 1 | 0 | 13 | 4  | +9  | 16   |
| Roma              | 6 | 3 | 2 | 1 | 11 | 6  | +5  | 11   |
| Sporting CP       | 6 | 2 | 1 | 3 | 9  | 8  | +1  | 7    |
| Dinamo Kiev       | 6 | 0 | 0 | 6 | 4  | 19 | −15 | 0    |

| Squadra    | G | V | P | S | RF | RS | DR | P.ti |
| ---------- | - | - | - | - | -- | -- | -- | ---- |
| Chelsea    | 6 | 3 | 3 | 0 | 9  | 2  | +7 | 12   |
| Schalke 04 | 6 | 2 | 2 | 2 | 5  | 4  | +1 | 8    |
| Rosenborg  | 6 | 2 | 1 | 3 | 6  | 10 | −4 | 7    |
| Valencia   | 6 | 1 | 2 | 3 | 2  | 6  | −4 | 5    |

## La partita

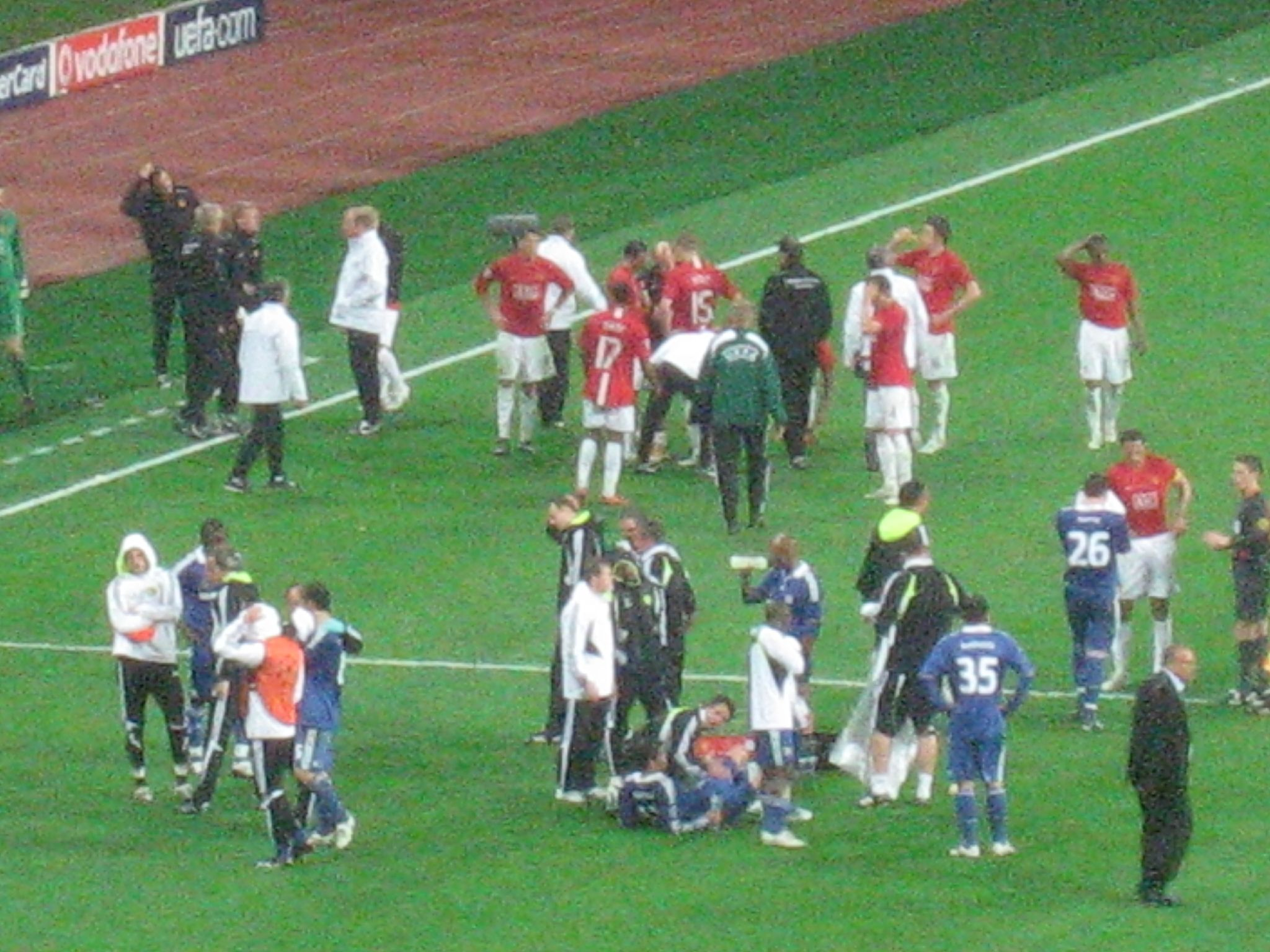
I giocatori del Manchester United e del Chelsea si preparano per i calci di rigore.

Nella finale di Mosca si scontrarono per la terza volta nella storia della UEFA Champions League, dopo la finale tutta spagnola del 2000 e quella tutta italiana del 2003, due squadre della stessa nazione: il Manchester United di Alex Ferguson ed il Chelsea di Avraham Grant (alla prima finale in assoluto nella massima competizione europea) si ritrovarono uno di fronte all'altro in un derby inglese.
La finale del Lužniki vide il Manchester United passare per primo in vantaggio, dopo 26', grazie al colpo di testa vincente di Cristiano Ronaldo, che convertì in rete un cross dalla fascia destra di Wes Brown, ma il Chelsea riuscì a riportarsi sull'1-1 con il gol di Frank Lampard sul finire della prima frazione di gioco.
Nel secondo tempo le squadre giocarono con cautela senza farsi male, così la partita si dilungò ai tempi supplementari, dove, anche qui, nessuna delle due formazioni riuscì a prevalere, i Blues rimasero in dieci uomini a causa dell'espulsione al 116' di Didier Drogba, avvenuta in seguito ad un colpo proibito dell'attaccante ivoriano ai danni del difensore serbo dello United Nemanja Vidić, perciò furono necessari i calci di rigore.
Dagli undici metri Cristiano Ronaldo sbagliò il terzo tiro dal dischetto per i Red Devils, facendosi parare il tiro da Cech e lasciando la possibilità al capitano del Chelsea, John Terry, di chiudere la partita e consegnare la coppa nelle mani dei londinesi.
Terry, però, scivolò durante l'esecuzione del rigore e fallì, colpendo il palo destro della porta, riportando in corsa lo United, che segnò i due successivi rigori con Anderson e Ryan Giggs, intervallati dal rigore realizzato da parte di Salomon Kalou, portandosi in vantaggio (6-5).
Decisiva fu la seguente parata di Edwin van der Sar sul tiro di Nicolas Anelka, che permise alla squadra di Manchester di affermarsi per la terza volta, nella propria storia, come campione d'Europa.
Degna di nota la reazione di Andrij Shevchenko, attaccante del Chelsea rimasto in panchina che non ritirò la medaglia d'argento per protesta, in seguito ritirata da Grant.

## Tabellino
| Arbitro: | Ľuboš Micheľ |

|                                                      |                      |                                                  |
| C. Ronaldo 26’                                       | Marcatori            | 45’ F. Lampard                                   |
| Tévez Carrick Ronaldo Hargreaves Nani Anderson Giggs | Tiri di rigore 6 – 5 | Ballack Belletti Lampard Cole Terry Kalou Anelka |

| Manchester United | Chelsea |

| P             | 1  | Edwin van der Sar |      |        |
| D             | 6  | Wes Brown         |      | 120+5’ |
| D             | 5  | Rio Ferdinand     | 43’  |        |
| D             | 15 | Nemanja Vidić     | 111’ |        |
| D             | 3  | Patrice Evra      |      |        |
| C             | 4  | Owen Hargreaves   |      |        |
| C             | 18 | Paul Scholes      | 21’  | 87’    |
| C             | 16 | Michael Carrick   |      |        |
| C             | 7  | Cristiano Ronaldo |      |        |
| A             | 10 | Wayne Rooney      |      | 101’   |
| A             | 32 | Carlos Tévez      | 116’ |        |
| Sostituti:    |    |                   |      |        |
| P             | 29 | Tomasz Kuszczak   |      |        |
| D             | 22 | John O'Shea       |      |        |
| D             | 27 | Mikaël Silvestre  |      |        |
| C             | 8  | Anderson          |      | 120+5’ |
| C             | 11 | Ryan Giggs        |      | 87’    |
| C             | 17 | Nani              |      | 101’   |
| C             | 24 | Darren Fletcher   |      |        |
| Allenatore:   |    |                   |      |        |
| Alex Ferguson |    |                   |      |        |

| P           | 1  | Petr Čech        |       |        |
| D           | 5  | Michael Essien   | 118’  |        |
| D           | 6  | Ricardo Carvalho | 45+2’ |        |
| D           | 28 | John Terry       |       |        |
| D           | 3  | Ashley Cole      |       |        |
| C           | 4  | Claude Makélélé  | 21’   | 120+4’ |
| C           | 10 | Joe Cole         |       | 99’    |
| C           | 13 | Michael Ballack  | 116’  |        |
| C           | 8  | Frank Lampard    |       |        |
| C           | 15 | Florent Malouda  |       | 92’    |
| A           | 11 | Didier Drogba    | 116’  |        |
| Sostituti:  |    |                  |       |        |
| P           | 23 | Carlo Cudicini   |       |        |
| D           | 33 | Alex             |       |        |
| D           | 35 | Juliano Belletti |       | 120+4’ |
| C           | 12 | Mikel John Obi   |       |        |
| A           | 7  | Andrij Ševčenko  |       |        |
| A           | 21 | Salomon Kalou    |       | 92’    |
| A           | 9  | Nicolas Anelka   |       | 99’    |
| Allenatore: |    |                  |       |        |
| Avram Grant |    |                  |       |        |

## Statistiche
Primo tempo
|                | Manchester United | Chelsea |
| -------------- | ----------------- | ------- |
| Gol segnati    | 1                 | 1       |
| Tiri totali    | 5                 | 6       |
| Tiri in porta  | 3                 | 1       |
| Possesso palla | 59%               | 41%     |
| Angoli         | 2                 | 2       |
| Falli commessi | 5                 | 9       |
| Fuorigioco     | 0                 | 1       |
| Ammonizioni    | 2                 | 2       |
| Espulsioni     | 0                 | 0       |

Secondo tempo
|                | Manchester United | Chelsea |
| -------------- | ----------------- | ------- |
| Gol segnati    | 0                 | 0       |
| Tiri totali    | 4                 | 14      |
| Tiri in porta  | 0                 | 1       |
| Possesso palla | —                 | —       |
| Angoli         | 2                 | 4       |
| Falli commessi | 9                 | 9       |
| Fuorigioco     | 0                 | 1       |
| Ammonizioni    | 0                 | 0       |
| Espulsioni     | 0                 | 0       |

Supplementari
|                | Manchester United | Chelsea |
| -------------- | ----------------- | ------- |
| Gol segnati    | 0                 | 0       |
| Tiri totali    | 3                 | 4       |
| Tiri in porta  | 2                 | 1       |
| Possesso palla | —                 | —       |
| Angoli         | 1                 | 2       |
| Falli commessi | 8                 | 7       |
| Fuorigioco     | 1                 | 0       |
| Ammonizioni    | 2                 | 2       |
| Espulsioni     | 0                 | 1       |

Totale
|                | Manchester United | Chelsea |
| -------------- | ----------------- | ------- |
| Gol segnati    | 1                 | 1       |
| Tiri totali    | 12                | 24      |
| Tiri in porta  | 5                 | 3       |
| Possesso palla | 58%               | 42%     |
| Angoli         | 5                 | 8       |
| Falli commessi | 22                | 25      |
| Fuorigioco     | 1                 | 2       |
| Ammonizioni    | 4                 | 4       |
| Espulsioni     | 0                 | 1       |